# Comuna Stroiești, Suceava
Stroiești este o comună în județul Suceava, Bucovina, România, formată din satele Stroiești (reședința), Vâlcelele și Zaharești.
Prima atestare documentară apare într-un manuscris emis de Alexandru cel Bun, în Suceava, la 3 iunie 1429. 
Comuna Strioești este situată în județul Suceava, într-o regiune cu peisaje variate, incluzând păduri, dealuri și terenuri agricole. Este o comună specifică zonei rurale din nordul României, unde activitățile agricole și creșterea animalelor sunt principalele surse de venit pentru localnici.
Geografie și resurse naturale
Comuna Strioești este traversată de cursuri mici de apă și este înconjurată de păduri. Acestea oferă resurse lemnoase și oportunități pentru activități forestiere și vânătoare. De asemenea, există pășuni extinse care susțin creșterea animalelor, în special oi, capre și vaci. Pădurile din jur oferă habitat pentru o varietate de animale sălbatice.
Agricultură și zootehnie
Majoritatea locuitorilor se ocupă cu agricultura și zootehnia. Oile și caprele sunt animale predominante în gospodării, dar există și bovine pentru lapte și carne. Creșterea animalelor este una dintre principalele surse de venit. Terenurile din jurul comunei sunt cultivate cu cereale, legume, dar și pomi fructiferi. În anumite zone, localnicii întrețin viță de vie pentru producția de vin de casă.
Economie locală
Pe lângă agricultură, locuitorii comunei sunt ocupați în activități de prelucrare a lemnului, datorită proximității pădurilor, și în producția de produse lactate, care sunt fie vândute pe piețele locale, fie utilizate pentru autoconsum. Unii localnici lucrează și în orașele din apropiere sau se implică în meșteșuguri tradiționale.
Această descriere reflectă activitățile și resursele locale ale comunei Strioești, oferind o imagine generală asupra modului de trai și economiei din această zonă rurală.
.( text generat de Openai Chat GPT)

## Obiective turistice
- Bustul eroului Ion Grămadă - inaugurat la 26 august 2007 pe o ridicătură de pământ de pe partea dreaptă a DN17 (E58)
- Aleea Teilor - teii seculari ai localității, cu o vechime probabilă de 200 ani, plantați de boierii Popovici, făcea legătura între strada principală și casa boierească
- Iazul Comunal - cu atestare istorică de la 1774
- Biserica Sfântul Dumitru din  Zaharești - monument  1542, inclusă în Lista Monumentelor istorice ale Județului Suceava

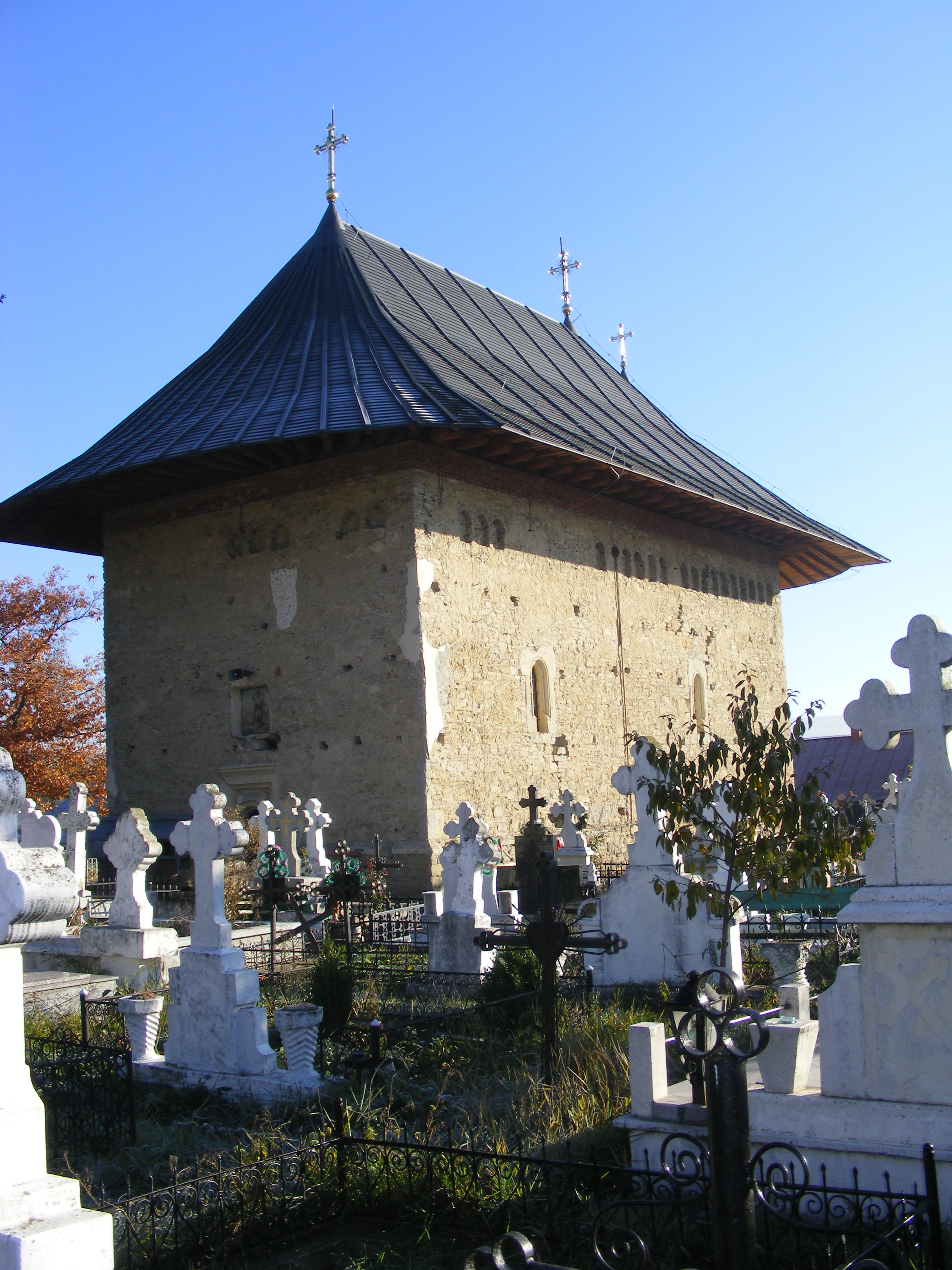

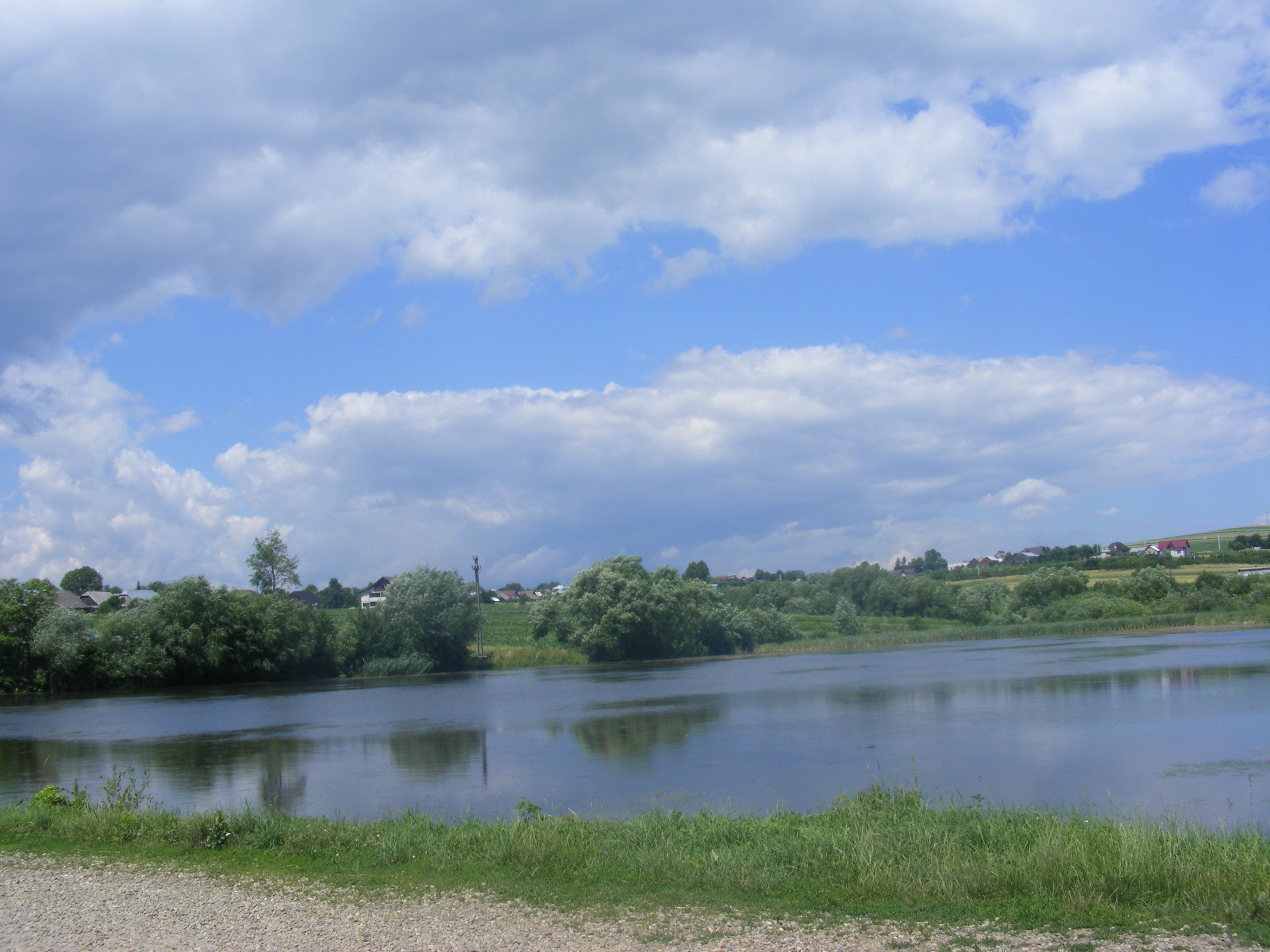

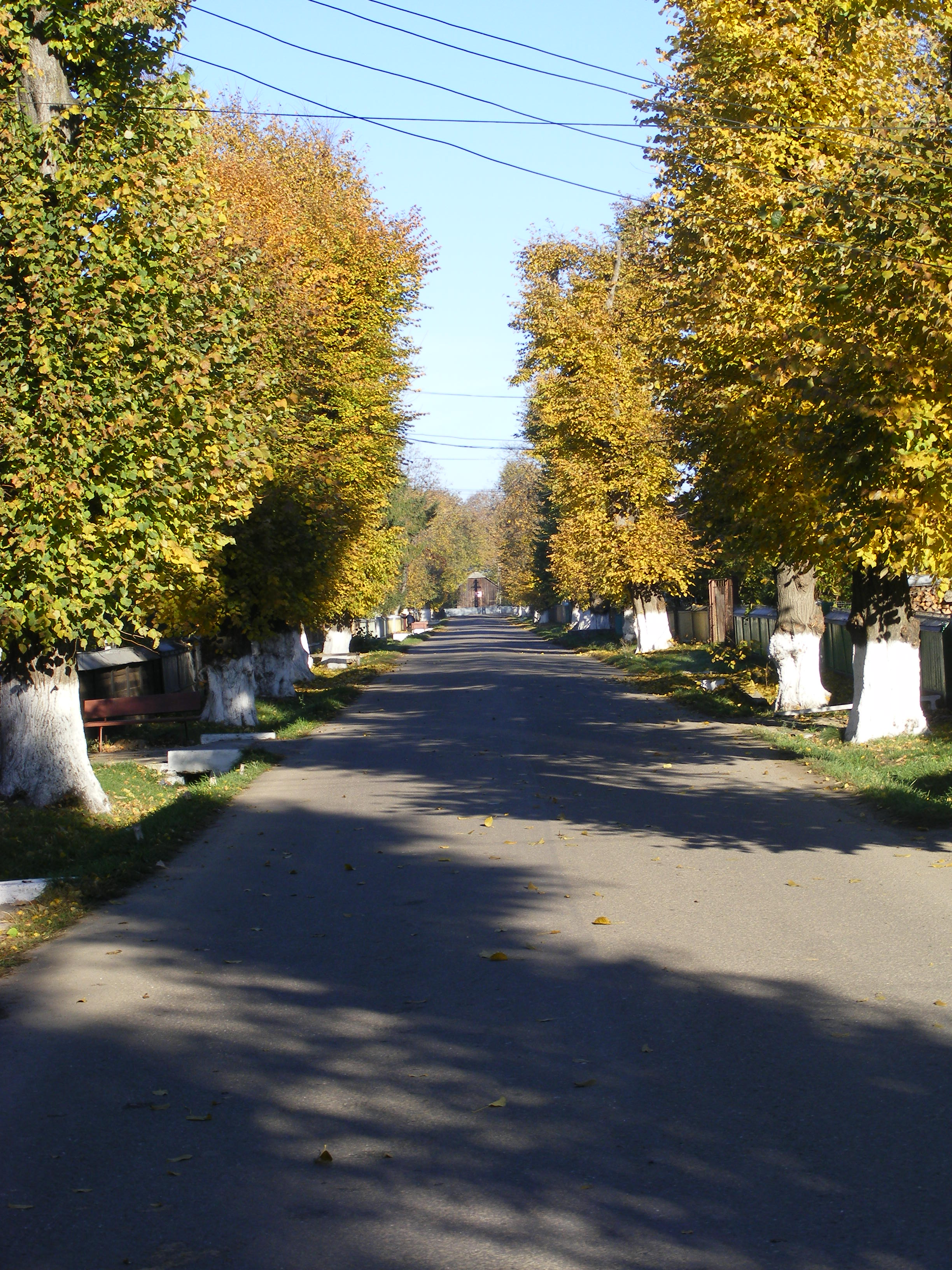

## Demografie
Componența etnică a comunei Stroiești
     Români (94,39%)
     Alte etnii (0,09%)
     Necunoscută (5,52%)
Componența confesională a comunei Stroiești
     Ortodocși (92,44%)
     Alte religii (1,83%)
     Necunoscută (5,73%)
Conform recensământului efectuat în 2021, populația comunei Stroiești se ridică la 3.332 de locuitori, în creștere față de recensământul anterior din 2011, când fuseseră înregistrați 3.304 locuitori. Majoritatea locuitorilor sunt români (94,39%), iar pentru 5,52% nu se cunoaște apartenența etnică. Din punct de vedere confesional, majoritatea locuitorilor sunt ortodocși (92,44%), iar pentru 5,73% nu se cunoaște apartenența confesională.

## Politică și administrație
Comuna Stroiești este administrată de un primar și un consiliu local compus din 13 consilieri. Primarul, Senic Mihai[*], de la Partidul Național Liberal, este în funcție din 2012. Începând cu alegerile locale din 2024, consiliul local are următoarea componență pe partide politice:
|  | Partid                          | Consilieri | Componența Consiliului | Componența Consiliului | Componența Consiliului | Componența Consiliului | Componența Consiliului | Componența Consiliului | Componența Consiliului | Componența Consiliului |
|  | ------------------------------- | ---------- | ---------------------- | ---------------------- | ---------------------- | ---------------------- | ---------------------- | ---------------------- | ---------------------- | ---------------------- |
|  | Partidul Național Liberal       | 8          |                        |                        |                        |                        |                        |                        |                        |                        |
|  | Alianța pentru Unirea Românilor | 2          |                        |                        |                        |                        |                        |                        |                        |                        |
|  | Partidul Social Democrat        | 2          |                        |                        |                        |                        |                        |                        |                        |                        |
|  | Forța Dreptei                   | 1          |                        |                        |                        |                        |                        |                        |                        |                        |

## Recensământul din 1930
Componența etnică a comunei Stroiești
     Români (97,55%)
     Germani (1,8%)
     Evrei (0,55%)
     Polonezi (0,1%)
Componența confesională a comunei Stroiești
     Ortodocși (97,5%)
     Romano-catolici (0,7%)
     Mozaici (0,55%)
     Evanghelici\Luterani (1,15%)
     Adventiști de ziua a 7-a (0,1%)
Conform recensământului efectuat în 1930, populația comunei Stroiești se ridica la 2272 locuitori. Majoritatea locuitorilor erau români (97,55%), cu o minoritate de germani (1,8%), una de evrei (0,55%) și una de polonezi (0,1%). Din punct de vedere confesional, majoritatea locuitorilor erau ortodocși (97,5%), dar existau și romano-catolici (0,7%), mozaici (0,55%), evanghelici\luterani (1,15%) și adventiști (0,1%).

## Personalități
- Ilie Grămadă (1911-1985) - istoric, specializat în istoria medievală universală
- Ion Grămadă (1886 -1917) - scriitor, ”eroul de la Cireșoaia”